# Francis Mouronval

a Compétitions nationales et continentales officielles uniquement.

b Matchs officiels uniquement.
Dernière mise à jour le 31 août 2015.
Francis Mouronval, né à Avesnes-sur-Helpe (Nord) le 4 juin 1881, mort à Neuilly-sur-Seine (Seine) le 28 mars 1954 , est un polytechnicien, international de rugby au Stade français.

## Biographie

### Origines familiales
Francis Edmond Mouronval naît le 4 juin 1881 à Avesnes-sur-Helpe et est le frère jumeau de Pierre, comme lui polytechnicien de la même promotion 1901, pareillement joueur de rugby à XV dans le même club (Stade français) et également affecté lui-aussi à l'aéronautique militaire durant la première guerre mondiale.

### Formation

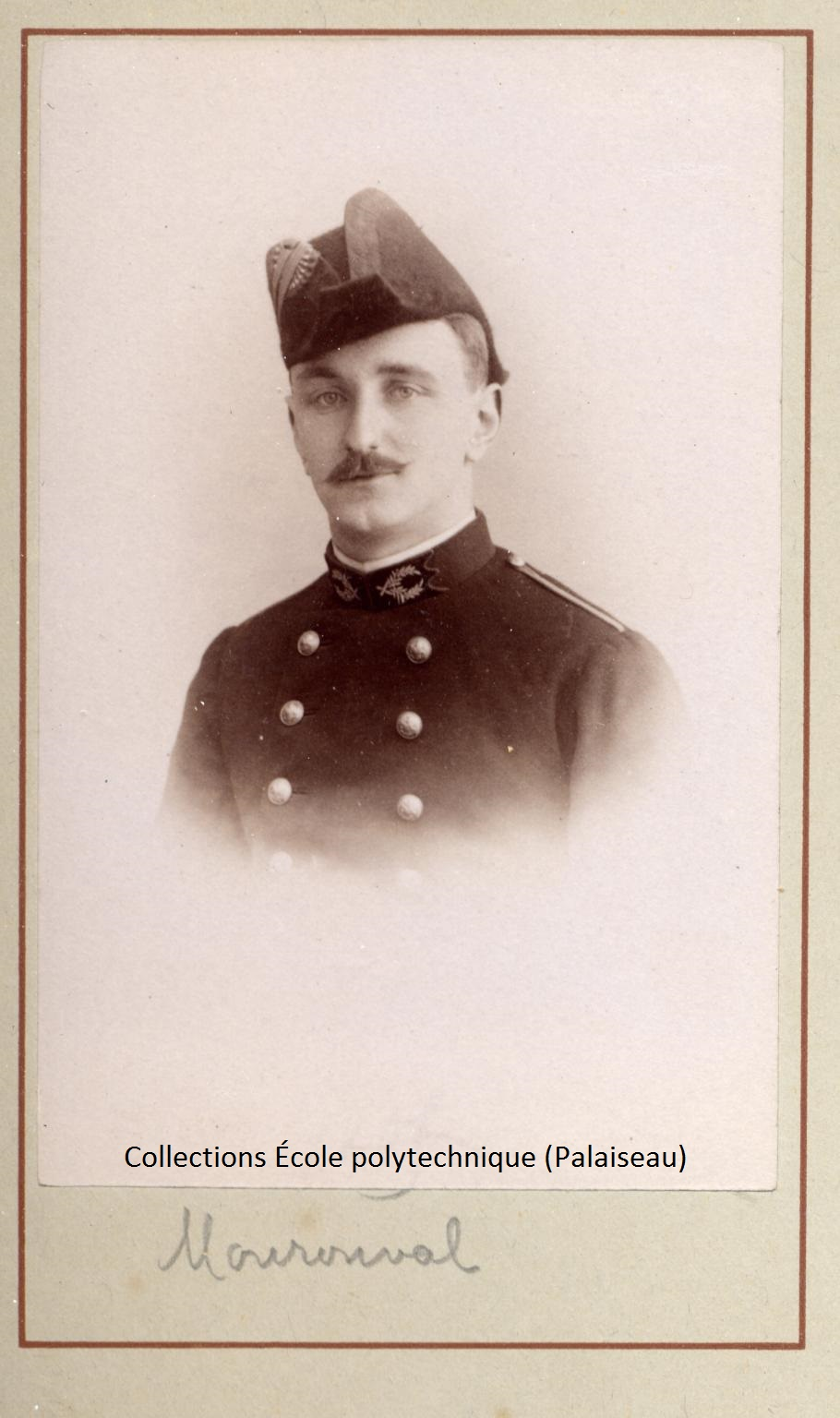
Francis Mouronval – Polytechnicien

Francis Mouronval fait avec son frère jumeau ses études secondaires au lycée Louis-le-Grand. Après l'obtention du baccalauréat ès-sciences (mathématiques élémentaires), il y poursuit avec son frère ses études en classes préparatoires puis intègre avec son frère à tout juste 20 ans l'École polytechnique en 1901. Il en sort en 1903 sous-lieutenant dans l'Artillerie et est nommé le 6 mars 1909 lieutenant de réserve.

### Carrière professionnelle
Francis Mouronval démissionne de l'armée et poursuit une carrière professionnelle comme ingénieur à la Société d'Optique et de Mécanique de Haute Précision.
En 1909, Mouronval rachète la société de fabrication d'optique de précision Mailhat à Raymond Augustin Mailhat (1862-1923). Mouronval a continué à produire et à vendre des téléscopes sous le nom de Maison Mailhat pendant sept années. À la suite de sa mobilisation, Mouronval avait annoncé publiquement en 1916 que sa société d'optique était fermée « pour la durée de la guerre ». Cette fermeture était apparemment définitive.

### Service pendant la Première Guerre mondiale
La Première Guerre mondiale éclate le 1er août 1914 quand l’Allemagne mobilise et déclare la guerre à la Russie ; en France, le gouvernement décrète la mobilisation générale le même jour, à 16 h. Âgé de 33 ans, Francis Mouronval rejoint le 2 août comme lieutenant son régiment d'affectation, le 37e régiment d'artillerie.
Détaché de l'artillerie le 14 juillet 1915 comme élève pilote à l'aéronautique militaire, Francis Mouronval est affecté ensuite à l'escadrille MF 62 - N 62 - SPA 62 (en).
Le 30 juin 1916, il s'envole pour une ronde de chasse ; son avion est abattu dans les environs de Saint-Quentin et ce combat aérien lui vaut une citation. Considéré comme disparu mais en fait prisonnier en Allemagne, Francis Mouronval est libéré le 22 novembre 1919 après la fin des hostilités.
Par décision ministérielle du 30 août 1920, il est affecté au 2e régiment d'aviation puis nommé capitaine par décret du 4 juillet 1922.

## Rugbyman

### Contexte
Le rugby à XV a été introduit en France vers 1870 par des Britanniques travaillant dans l’Hexagone. Dès 1872, certains d’entre eux fondent le Havre Athletic Club avec lequel ils pratiquent une forme hybride de rugby et de football qu'ils appellent combination.
Le premier véritable club de rugby français est le English Taylors RFC, fondé par des hommes d'affaires anglais à Paris en 1877, suivi par le Paris Football Club l'année suivante. Ce dernier a une durée de vie éphémère. Sa scission entraîne la formation du Racing club de France en 1882, du Stade français en 1883 (ou 1887) et de l'Olympique en 1888, entièrement ou en partie créés par des français.
Le développement du rugby est favorisé en France par Pierre de Coubertin, passionné de rugby et qui souhaite reproduire ce modèle éducatif anglais dans les grands établissements parisiens en guise de rééducation physique et morale des futures élites du pays qui a connu la défaite de 1870.

### Débuts
En 1900, Pierre Mouronval et son frère jumeau occupent le poste de trois-quarts à l'Association sportive du lycée Louis Le Grand. À leur entrée à l'Ecole Polytechnique en 1901, ils s'imposent dans l'équipe première du Racing Club de France.

### Stade français
Francis Mouronval est, comme son frère jumeau Pierre, sociétaire du Stade français où son gabarit de 1,74 m pour 76 kg le fait jouer tantôt au centre ou à l'aile, voire troisième ligne aile  ou même seconde ligne en cas de nécessité.
Le 27 mars 1904, devant 2 000 spectateurs, la finale du championnat de France de rugby à XV 1903-1904, qui se joue à La Faisanderie (Saint-Cloud) avec son frère Pierre comme trois-quarts centre, voit la victoire du SBUC,,,.
L'année suivante, son club, qui aligne pour la circonstance les frères jumeaux dans les lignes arrières, est battu le 16 avril 1905 par le SBUC en finale du championnat de France de rugby à XV 1904-1905 disputée au Stade du SBUC (Bordeaux),,,.
Deux ans plus tard, le 24 mars 1907, les deux mêmes équipes se rencontrent à nouveau en finale du championnat de France de rugby à XV 1906-1907 disputée au Stade Sainte-Germaine (Bordeaux) avec à nouveau les jumeaux, mais aux postes de troisième ligne aile  du Stade français. Le SBUC remporte encore le titre,,,.
L'année suivante, ces deux mêmes équipes s'affrontent encore le 5 avril 1908 au Stade du Matin à Colombes pour la finale du championnat de France de rugby à XV 1907-1908. Le Stade français remporte enfin la victoire et son huitième titre de champion de France. Francis Mouronval fait partie de l'équipe victorieuse du SBUC au poste de trois-quarts centre, mais sans son frère Pierre à ses côtés,,,.
La saison suivante 1908-1909, Francis Mouronval obtient le 20 mars 1909 son unique sélection avec l'équipe de France au poste d'ailier gauche pour un test-match contre l'Irlande à Dublin.
| Date         | Lieu   | Compétition | Match             | Score | Points |
| ------------ | ------ | ----------- | ----------------- | ----- | ------ |
| 20 mars 1909 | Dublin | Test match  | Irlande - France, | 19-8  | -      |

Après la guerre, on retrouve Francis Mouronval avec son frère le 4 janvier 1920 dans l'équipe du Stade français pour le 56e match contre le Racing club de France disputé au Parc des Princes,,.

## Distinction
Francis Mouronval est nommé chevalier de l'ordre de la Légion d'honneur le 27 décembre 1923 et Croix de guerre (une palme).

### Iconographie
- Galerie de photos des frères Mouronval par Frédéric Humbert, auteur d'un site consacré au rugby[27].

#### Carrière sportive
- Thierry Terret, Histoire des sports, Paris, L'Harmattan, 1er mai 2004, 251 p. (ISBN 2-7384-4661-2, lire en ligne), p. 87 et 88.
- François Duboisset et Frédéric Viard, Le Rugby Pour les Nuls, Paris, First, 2007, 357 p. (ISBN 978-2-7540-0459-6).
- Pierre Lafond et Jean-Pierre Bodis, Encyclopédie du rugby français, Paris, Dehedin, 1989, 779 p. (ISBN 2-907356-03-8).

#### Première guerre mondiale
- Pierre David, Les escadrilles de l'aéronautique militaire française : symbolique et histoire, 1912 - 1920, Vincennes, Service Historique de l'Armée de l'Air, 2004, 607 p. (ISBN 2-11-094692-X).
- Hervé Joly et Antoine Compagnon, À Polytechnique, X 1901 : enquête sur une promotion de polytechniciens de la Belle Époque aux Trente Glorieuses, 2021 (ISBN 978-2-08-151210-8 et 2-08-151210-6, OCLC 1237556288, présentation en ligne)

#### Carrière sportive
- Ressources relatives au sport :   - ESPNscrum
  - Fédération française de rugby (rugby à XV)
  - Finales Rugby
- « MOURONVAL Francis, international no 48 », sur l'ancien site de la F.F.R. (consulté le 13 août 2017).
- Galerie de photos des frères Mouronval par Frédéric Humbert, auteur d'un site consacré au rugby[27]
- Palmarès du championnat de France de première division depuis la saison 1892/1893

#### Première guerre mondiale
- Escadrille MF 62 - N 62 - SPA 62